# 柿並幸慶
柿並 幸慶（かきなみ ゆきよし）は、戦国時代から江戸時代初期にかけての武将。毛利氏家臣。父は陶晴賢の側近であった柿並隆正。

## 生涯
天文13年（1544年）、大内氏庶流の柿並隆正の子として生まれる。
天文24年（1555年）10月1日の厳島の戦いにおいて、父・隆正は陶晴賢に従っていたが戦死したため、その後を継いだ。しかし、その直後に始まった毛利元就の防長経略により、弘治3年（1557年）に大内氏は滅亡。以後、幸慶は毛利氏に仕えることとなり、天正2年（1574年）11月26日に毛利輝元から「佐渡守」の受領名を与えられた。
寛永2年（1625年）7月8日に死去。享年82。子の慶覚が後を継いだ。